# キミが好きだと叫びたい 〜Love & Yell〜
『キミが好きだと叫びたい 〜Love & Yell〜』（きみがすきだとさけびたい ラブ・アンド・エール）は、DJ和のミックス・アルバム。2020年4月8日、ビーイングから発売された。

## 概要
ビーイングとソニー・ミュージックエンタテインメントの共同企画として行われた。収録曲のうち9曲はソニー・ミュージックの音源である。
本作ジャケットに桜井日奈子を起用した。桜井は「特にバスケ歴13年。BAADの「君が好きだと叫びたい」を含めて、大黒摩季、ZARD、WANDSの曲を、幼い頃に両親のCDで聴いていたのでお話を頂いた時にテンションが上がりました」とコメントしている。

## 収録曲
1. 負けないで / ZARD
2. 瞳そらさないで / DEEN
3. DAN DAN 心魅かれてく / FIELD OF VIEW
4. 熱くなれ / 大黒摩季
5. 君が好きだと叫びたい / BAAD
6. 1/3の純情な感情 / SIAM SHADE
7. フレンズ / REBECCA
8. 働く男 / UNICORN
9. 君が欲しくてたまらない / ZYYG
10. 恋せよ乙女 / WANDS
11. 抱きしめたい / REV
12. BOMBER GIRL / 近藤房之助 & 織田哲郎
13. Get Wild / TM NETWORK
14. My Revolution / 渡辺美里
15. 浪漫飛行 / 米米CLUB
16. いつまでも変わらぬ愛を / 織田哲郎
17. 煌めく瞬間に捕われて / MANISH
18. Mysterious Eyes / GARNET CROW
19. チャンス / 小松未歩
20. GOING TO THE MOON / TRICERATOPS
21. Sunny Day Sunday / センチメンタル・バス
22. OH SHINY DAYS / TWINZER
23. Still for your love / rumania montevideo
24. There will be love there -愛のある場所- / the brilliant green
25. Stay by my side / 倉木麻衣
26. Shiny Day / 川島だりあ
27. LOVE〜眠れずに君の横顔ずっと見ていた〜 / Barbier
28. 果てしない夢を（featuring 長嶋茂雄） / ZYYG, REV, ZARD & WANDS
29. Get U're Dream / ZARD
30. あなただけ見つめてる / 大黒摩季
31. じれったい愛 / T-BOLAN
32. もっと強く抱きしめたなら / WANDS